# Stamboom Bernhard van Oranje-Nassau (1969)
Dit is de stamboom van Bernhard van Oranje-Nassau (1969).
| Stamboom Bernhard van Oranje-Nassau (1969)                      | Stamboom Bernhard van Oranje-Nassau (1969)                                       | Stamboom Bernhard van Oranje-Nassau (1969)                                       | Stamboom Bernhard van Oranje-Nassau (1969)                                              | Stamboom Bernhard van Oranje-Nassau (1969)                                              | Stamboom Bernhard van Oranje-Nassau (1969)                             |
| --------------------------------------------------------------- | -------------------------------------------------------------------------------- | -------------------------------------------------------------------------------- | --------------------------------------------------------------------------------------- | --------------------------------------------------------------------------------------- | ---------------------------------------------------------------------- |
| Grootouders                                                     | Pieter van Vollenhoven (1897-1977) x 1934 Jacoba Gijsbertha de Lange (1906-1983) | Pieter van Vollenhoven (1897-1977) x 1934 Jacoba Gijsbertha de Lange (1906-1983) | Bernhard van Lippe-Biesterfeld (1911-2004) x 1937 Juliana van Oranje-Nassau (1909-2004) | Bernhard van Lippe-Biesterfeld (1911-2004) x 1937 Juliana van Oranje-Nassau (1909-2004) |                                                                        |
| Ouders                                                          | Pieter van Vollenhoven (1939) x 1967 Margriet van Oranje-Nassau (1943)           | Pieter van Vollenhoven (1939) x 1967 Margriet van Oranje-Nassau (1943)           | Pieter van Vollenhoven (1939) x 1967 Margriet van Oranje-Nassau (1943)                  | Pieter van Vollenhoven (1939) x 1967 Margriet van Oranje-Nassau (1943)                  | Pieter van Vollenhoven (1939) x 1967 Margriet van Oranje-Nassau (1943) |
| Bernhard van Oranje-Nassau (1969) x 2000 Annette Sekrève (1972) |                                                                                  |                                                                                  |                                                                                         |                                                                                         |                                                                        |
| Kinderen                                                        | Isabella van Vollenhoven (2002)                                                  | Samuel van Vollenhoven (2004)                                                    | Samuel van Vollenhoven (2004)                                                           | Benjamin van Vollenhoven (2008)                                                         |                                                                        |